# درخشش باران (مجموعه تلویزیونی)
درخشش باران (به انگلیسی Rain or Shine) سریالی در ژانر درام و عاشقانه با بازی لی جون هو و وون جین آه، لی کی وو و کانگ هان نا است.
این فیلم که محصول ۲۰۱۷ کره جنوبی است از شبکه JTBC در ۱۶ قسمت پخش شد است که هر قسمت آن در ۶۰ دقیقه پخش شده‌است.

## خلاصه داستان
داستان دو نفر که عزیزانشان را در یک حادثه دلخراش از دست داده‌اند و سعی می‌کنند زندگی خود را طوری ادامه دهند که گویی دردی ندارند؛ و با گذشت زمان آنها به آرامی عاشق هم می‌شوند.

## اطلاعات دیگر
این سریال اولین نقش اصلی لی جون هو در یک سریال تلویزیونی و همچنین بازیگر تازه‌کار وون جین آه برای اولین بار در نقش اصلی است. وی از بین ۱۲۰ نامزد برای این نقش انتخاب شد.